# Petr Novák (hokejbalista)
Petr Novák (* 8. prosince 1982) je český hokejbalový útočník, dvojnásobný mistr světa, hráč klubu HBC Hradec Králové 1988.

## Biografie
S hokejbalem Novák začínal v osmi letech. Je odchovancem HBC Hradec Králové 1988, kde až na dvě výjimky strávil celou aktivní kariéru. V mládežnickém věku hrál střídavě za extraligovou Chrudim a v sezóně 2005/2006 půl roku hostoval v Ústí nad Labem, kde vybojoval titul. S Hradcem Králové vybojoval jedenkrát stříbro a bronz, třikrát zvítězil v Českém poháru a jedenkrát v evropském. V roce 2007 a 2008 byl vyhlášen hokejbalistou roku.
V roce 2002 byl kapitánem týmu, který ve švýcarském Champéry vybojoval titul juniorských mistrů světa. V roce 2005 se dostal do seniorské reprezentace. V tomto roce čeští hokejbalisté prohráli ve čtvrtfinále mistrovství světa v americkém Pittsburghu 4:5 s Portugalskem po samostatných nájezdech. V roce 2007 tým vybojoval v německém Ratingenu stříbro po finálové porážce 0:5 s Kanadou. V roce 2009 převzal po Svatopluku Kvaizarovi pozici kapitána národního týmu. Tým pak v Plzni dovedl k titulu mistrů světa, když ve finále s Indií vstřelil ve 3. minutě prodloužení vítěznou branku a byl vyhlášen nejužitečnějším hráčem celého turnaje. V lednu 2010 byl na kongresu ISBHF zvolen hokejbalistou roku 2009. V roce 2011 dovedl v Bratislavě tým k dalšímu titulu, po finálové výhře 3:1 nad Kanadou. V roce 2013 z důvodu dlouhodobých zdravotních komplikací ukončil reprezentační kariéru.